# Bradina opacusalis
Bradina opacusalis là một loài bướm đêm trong họ Crambidae.